# Protoptila primerana
Protoptila primerana är en nattsländeart som först beskrevs av Weyenbergh 1881.  Protoptila primerana ingår i släktet Protoptila och familjen stenhusnattsländor. Inga underarter finns listade i Catalogue of Life.